# Victor Jørgensen
Victor Jørgensen (eller Viktor Jørgensen, født 12. juni 1924 i Hjørring, død 29. august 2001 i Rødovre) var en dansk amatørbokser, der boksede for IF Sparta. 

## Boksekarriere
Viktor Jørgensen vandt det danske mesterskab i weltervægt i 1949. Samme år deltog han i EM i Oslo, hvor han nåede frem til finalen, som han dog tabte til tjekkoslovakken Július Torma. Året efter genvandt Viktor Jørgensen det danske mesterskab, og efter at være blevet dansk mester i 1952 blev Jørgensen udtaget til OL 1952 i Helsinki.
Ved den olympiske bokseturnering 1952 opnåede Viktor Jørgensen i weltervægt tre sejre over en brasilianer, en finne og en inder, inden han i semifinalen mødte Sergej Sjtjerbakov fra Sovjetunionen, der vandt med 3-0 over Jørgensen. Sjtjerbakov tabte efterfølgende finalen til polske Zygmunt Chuchła. Ved OL i Helsinki var der for første gang i den olympiske bokseturnerings historie bronze til begge tabende semifinalister, og Jørgensen fik dermed bronze sammen med tyske Günther Heidemann. Viktor Jørgensen bronzemedalje stod i 40 år som det seneste bedste danske olympiske resultat, indtil Brian Nielsen i 1992 ligeledes opnåede bronze i den olympiske bokseturnering.
Viktor Jørgensen vandt atter DM i 1953. Trods succesen ved OL forblev han amatør.